# Бюкар, Аннабелль
Аннабе́ль Бюка́р (англ. Annabelle Bucar), в русскоязычных источниках времён СССР Аннабе́лла Бюкар и Аннабель Лапшина́-Бюкар; (1915, Клэртон, Пенсильвания, США — 1998, Москва) — американская перебежчица. Сотрудница Госдепартамента и Управления стратегических служб США, работавшая в американском посольстве в Москве и попросившая политического убежища в СССР в 1949 году. Автор книги «Правда об американских дипломатах», Москва, 1949.

## Биография
Родилась 7 февраля 1915 года в городе Клэртон (англ. Clairton), штат Пенсильвания, в семье бедного фермера — иммигранта из Югославии Ивана Бюкара, который, потеряв жену, кормил больше десяти детей.
После окончания Питтсбургского университета пошла на государственную службу. Имея желание принять посильное участие в войне против фашистской Германии, приняла предложение поступить на работу в разведку военно-воздушного флота США. Затем была переведена на службу в основную американскую разведывательную организацию — Управление стратегических служб, где получила назначение в отдел «иностранных национальностей» УСС. Два года проработала в Бюро военной информации.
С 1946 работала клерком американского посольства в СССР, в Бюро по сбору информации, в том числе для иллюстрированного русскоязычного журнала «Америка».
В феврале 1948 года Аннабелль объявила о своём замужестве с солистом Московского театра оперетты Борисом Лапшиным (1910 года рождения) и желании остаться жить в СССР, и попросила политического убежища. Она заявила: «Это хорошие люди... они делают всё возможное для того, чтобы сделать этот мир лучшим местом для жизни».
В 1949 году в Москве в издательстве «Литературной газеты» вышла книга «Правда об американских дипломатах» за подписью «Анабелла Бюкар». Эта книга, по утверждению современных исследователей, была подготовлена не самой Аннабелль, а советскими спецслужбами от её имени, и представляла весьма неприглядную картину американского посольства в Москве как сборища морально нечистоплотных уродов, зацикленных на антисоветской паранойе и «делающих всё от них зависящее для того, чтобы вызвать мировую катастрофу». Также разоблачалась их шпионская и спекулянтская деятельность, были представлены нелицеприятные характеристики многих сотрудников посольства: Джорджа Кеннана, Лоя Хендерсона и др., в руках которых, как утверждалось в книге, всецело находилась судьба советско-американских отношений. Книга Бюкар стала одной из первых советских антиамериканских публикаций периода начавшейся холодной войны.
Аннабель получила советское гражданство, квартиру в Москве и работу диктором на радио. История имела громкую огласку, и в рамках пропагандистского противостояния холодной войны даже подверглась экранизации (хотя сама Бюкар была категорически против). Известному режиссёру Александру Довженко было поручено экранизировать книгу (на главную роль Анны Бэдфорд была приглашена Лилия Гриценко). Однако фильм «Прощай, Америка!» получился неудачным, он неоднократно редактировался, подвергался переделкам и в марте 1951 года был окончательно закрыт. Вероятно, этот факт стал основой для слухов, что Бюкар вернулась в США, и поэтому «лучший друг советских кинематографистов Иосиф Сталин приказал фильм об этой американке забросить на самую дальнюю полку».
На самом деле Бюкар осталась со своей новой семьёй в Москве, родила сына, работала диктором Главной редакции радиовещания на США и Великобританию Московского радио под фамилией Лапшина-Бюкар. В своём выступлении 15 января 1953 года она заявила: «Эта атмосфера мира, спокойствия и счастья в Советском Союзе особенно благотворна в эти дни, когда военная пропаганда и военный психоз господствуют во многих странах мира, я легко могу понять, как это всё губительно действует на нервы и здоровье простых людей».
Она не теряла связи с родственниками в США, регулярно перезваниваясь вплоть до 1990-х годов. Со слов одного из её проживавших в США и общавшихся с ней по телефону родственников, в 90-е она потеряла сразу всю свою русскую семью: сначала погиб в автокатастрофе сын, а вскоре после этого скончался муж. В 1995 она протестовала против планов тогдашнего первого заместителя Генерального директора Государственного фонда кинофильмов РФ Владимира Дмитриева, намеревавшегося восстановить фильм «Прощай, Америка!».
Скончалась в Москве в 1998 году.

## Издания
- Аннабелла Бюкар. Правда об американских дипломатах. — М.: Издание «Литературной Газеты», 1949. — 132 с.
- Бюкар А., Ральф Паркер Р. Подлость союзников: Как Запад предавал Сталина. Перевод с английского С. Соколова. — М.: Эксмо: Алгоритм, 2011.